# Leonora Milà i Romeu
Leonora Milà Romeu (Villanueva y Geltrú, 1942) es una pianista y compositora española.

## Biografía
Nació en Villanueva y Geltrú (Barcelona, 1942) en el seno de una familia con fuertes vínculos con el mundo de la música, ya que su padre, Josep Milà, es un destacado violoncelista de la Orquesta Pau Casals y de la Orquesta del Gran Teatro del Liceo de Barcelona. Discípula de la pedagoga Maria Canals, Leonora Milà recibe el calificativo de “niña prodigio” gracias a los dos conciertos que en 1949 ofrece en el Palacio de la Música Catalana, y en los que, con solo seis años, interpreta obra propia y el concierto para piano y orquesta KV488 de W. A. Mozart,  acompañada por la Orquesta Ciutat de Barcelona.
La carrera internacional de la artista catalana empieza a los doce años, cuando actúa en un programa de la BBC  de Londres interpretando piezas para piano de Enrique Granados y Manuel de Falla. Esta actuación le abre las puertas de la capital británica, a la que regresa un año después, en 1955, para actuar en el Royal Albert Hall interpretando la obra Noches en los jardines de España, del compositor Manuel de Falla, con la Orquesta Filarmónica de Londres y bajo la batuta de Rudolph Dunbar.
Ganadora del Concurso Internacional de Música Maria Canals (Barcelona) de 1966 y finalista del Concorso Internazionale Viotti (Vercelli, Italia), Leonora Milà compagina a lo largo de su carrera profesional la vertiente de intérprete con la de compositora. Largas giras por Europa, Estados Unidos y Asia llevarán a Leonora Milà a convertirse en la primera artista española en actuar en la República Popular China (1979), a grabar un disco con la China National Symphony Orchestra (1988) y a ser la primera compositora que estrena un ballet en San Petersburgo. Se trata de  Tirant lo Blanc, novela de caballerías escrita por Joanot Martorell en el siglo XV transformada en partitura por Leonora Milà y en un ballet de dos horas por el bailarín y coreógrafo ruso Iuri Petukhov. Por esta obra Milà recibe el Premio Internacional de la Cultura Catalana, concedido en Valencia en 1995. Posteriormente, en 1996, Tirant lo Blanc se estrena en el Gran Teatro del Liceo con la compañía St. Petersburg State Ballet. El director de cine Antoni Ribas es el encargado de filmar este ballet, que se emite en Televisión Española y que se edita también en formato DVD para su comercialización. 
Entre la extensa obra escrita per Leonora Milà, formada por más de 100 partituras, destacan sus cuatro conciertos para piano y orquesta; el exitoso CD de habaneras para piano; las canciones para voz y piano basadas en textos de poetas como Johann Wolfgang von Goethe, Salvador Espriu y Joan Maragall; y dos ballets breves titulados "Pintor Lee" y "Drame a trois", grabados por la St. Petersburg State Symphony Orchestra of Mussorgsky Theatre.
Leonora Milà ha publicado más de una treintena de discos, tanto como solista como acompañada de orquestas de renombre internacional, con un repertorio basado en obras de grandes compositores europeos como Maurice Ravel, Claude Debussy, Ludwig van Beethoven, Robert Schumann y Felix Mendelssohn. Destaca su versión de El clave bien temperado, de J. S. Bach, que la crítica especializada considera “de referencia”, y las interpretaciones al piano de los compositores clásicos españoles Manuel de Falla, Enrique Granados, Isaac Albéniz y Joaquín Turina, que le han valido el reconocimiento unánime del público. 
Las obras de Leonora Milà están editadas y distribuidas por la International Music Company (New York) y DINSIC Publicacions Musicals (Barcelona).

## Obra compositiva
- 16 Composiciones: Mi primera canción; Joguina; Canción eslava; Primavera; Maria Neus; In crescendo; Farigola; Meditación; El jardí del poeta; A la meva mareta; Canción española; Matinada (letra: J.M. Ricart Forment); La pu-put; Platero; Convalescencia; La cabreta. (ed. 1949?)
- Estances (1975)
- L'amada (1976). Letra: Rosendo Llates.
- ¿Qui ets tu? ¿Qui sóc jo? (1976). Letra: Rosendo Llates
- Somni (1976)
- Cinc obres catalanes: Rondó brillant núm. 1, op. 18; Rondó brillant núm. 2, op. 20; Equitant, op. 42; Toccata núm. 1, op. 32; Imatges de la Cort del Rei Berenguer IV de Catalunya, op. 39; Nocturn núm. 1, op. 23. (ed. 1981)
- Epigramm No. 99 (1983)
- Perdó, celeste verge (1983). Letra: Manuel de Cabanyes
- Römishe Elegie Nr. 3 (1983)
- Les roses franques (1983). Letra: Joan Maragall
- Símbols (1984). Letra: Francesc Molas
- Aniversari (1985)
- Dues cançons alemanyes, op. 44: Goethe III i IV. (ed. 1985)
- Carnaval, op. 43 (ed. 1985)
- Elegia (1985)
- Epigramm No. 101 (1985)
- Epigramm No. 102 (1985)
- Estudi núm. 1, op. 47 (ed. 1985)
- Quatre estudis per a piano sol, op. 45 (ed. 1985)
- Record (1985)
- Una rosa (1985)
- Woyzeck und Marie, op. 49 (ed. 1989). Ópera en dos actos basada en la adaptación libre del texto hecha por Georg Büchner
- Ballet de Tirant lo Blanc (ed. 1991)
- Cançó de la mort callada (1992). Letra: Salvador Espriu
- Cançó sense paraules, op. 104 (2009)
- Dues havaneres: Havanera, op. 55, núm. 5; Llunyania, op. 55, núm. 6. (ed. 2010)
- Cançons per a veu i piano integral (ed. 2011)
- Concert per a piano i orquestra núm. 4, op. 105 (ed. 2013)
- Havaneres, op. 48 i 52-60 (ed. 2014)
- Dues sonates: Sonata per a piano 1, op. 15; Sonata per a piano 2, op. 106, dedicada a su hijo, Bernat Deltell. (ed. 2015)
- Concert de piano per a la ma esquerra i orquestra de cambra, op. 46, núm. 3 (ed. 2022)
- Nocturn núm. 32, op. 23 (ed. 2022)

### Arreglos
- Temps de matinada per a orquestra, de Eduardo Toldrà (ed. 2014)

## Discografía seleccionada
- Piano concertos (Maurice Ravel. 1973)
- Homenaje a Manuel de Falla (1976)
- Carnaval (Robert Schumann. 1978)
- Piano Works (C. Debussy, L. Milà. 1981)
- Das Wohltemperierte Klavier (J. S. Bach. 1983)
- Música española para piano y orquesta (Falla, Milà, Turina y Guridi. 1986)
- Spanish Music (Falla, Turina, Guridi, Milà. 1986)
- Triple Concerto (L. van Beethoven. 1990)
- Tirant lo Blanc Ballet (L. Milà. 1992)
- Habaneras for piano (L. Milà. 1992)
- Piano works (Manuel de Falla y Enric Granados. 1994)
- Inventionen und Sinfonien (J. S. Bach. 1996)
- Music for two choreographies (L. Milà. 2000)
- Milà plays Falla (Manuel de Falla. 2009)
- Piano Works (Schumann & Mendelssohn. 2013)

## Orquestas y grupos con los que ha trabajado
- Orquesta Filarmónica de Londres

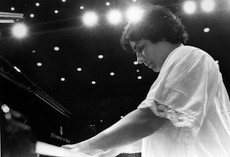
Leonora Milà durante un concierto en Hong Kong

- Real Orquesta Filarmónica de Liverpool
- Orquesta de la Suisse Romande
- Hong Kong Philharmonic Orchestra
- Orquesta Filarmónica de Montecarlo
- Orquesta Sinfónica de Radiotelevisión Española
- Orquesta Sinfónica de Barcelona y Nacional de Cataluña
- Manila Symphony Orchestra
- Saint Petersburg State Symphony Orchestra of Mussorgsky Theatre
- Central Philharmonic of China (China National Symphony Orchestra)
- China National Chamber Orchestra
- Paderewski Philharmonic Orchestra
- Staatsorchester Braunschweig
- Perth Symphony Orchestra
- Dundee Philharmonic Orchestra
- North Staffordshire Symphony Orchestra
- Gävleborgs Symfoniorkester
- Orkiestra Symfoniczna Filharmonii Lódzkiej
- Orkiestra Symfoniczna Filharmonii Rybnicka
- Orkiestra Symfoniczna Filharmonii Poznańskiej
- Camerata Eduard Toldrà
- The Arctic Chamber Orchestra of Alaska
- Orquesta Sinfónica de Navarra Pablo Sarasate
- The Slovak State Philharmonic Kosice
- Orchestre Du Domaine Musical
- Berliner Streichquintett
- Quartet de Barcelona

## Directores con quienes ha trabajado

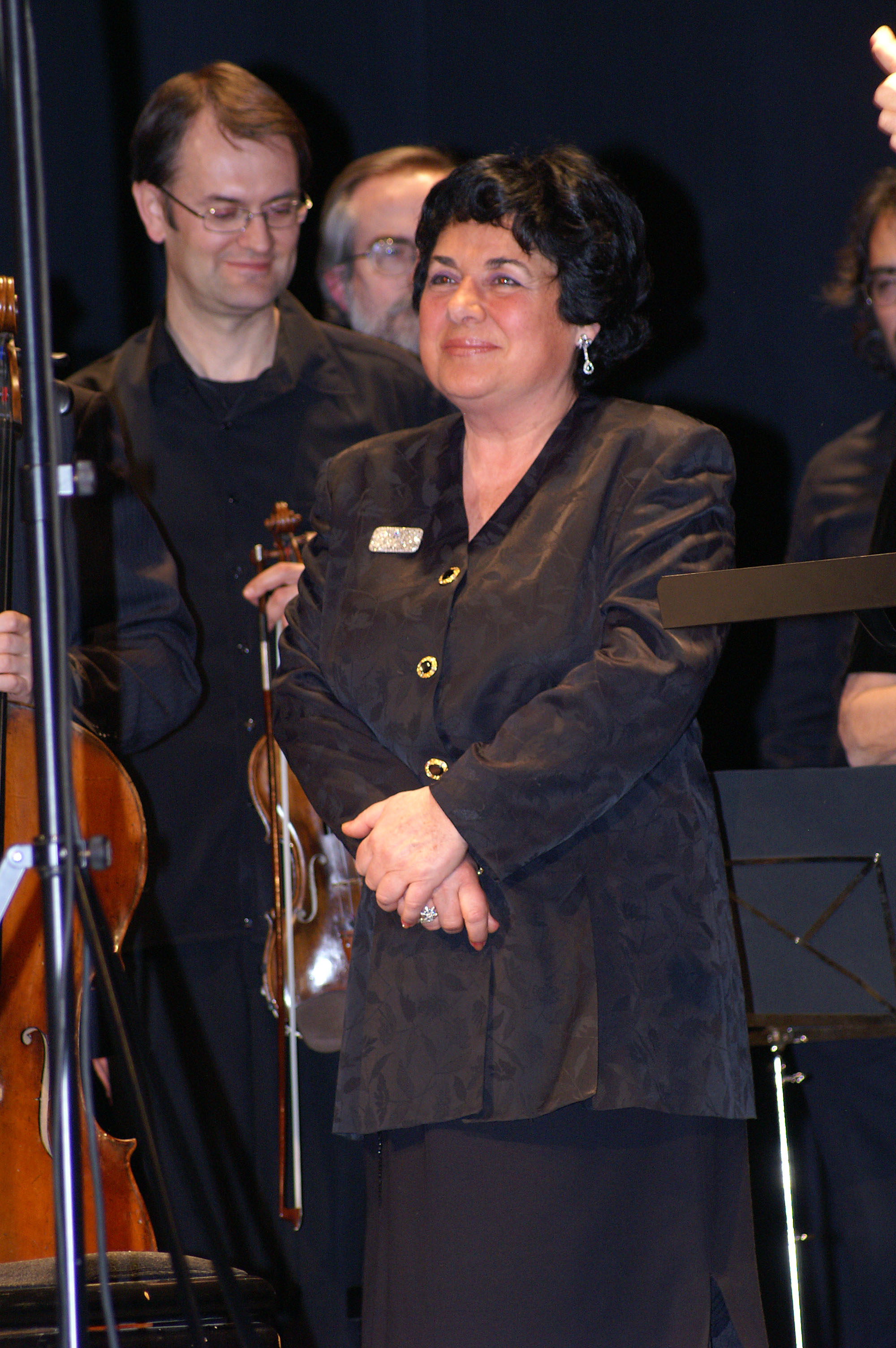

- Eduard Toldrà
- Jacques Bodmer
- Jonas Alber
- Rudolph Dunbar
- Li Delun
- Moshe Atzmon
- Pierre Colombo
- Bella de Csillery
- Renard Czajkowski
- Miguel Ángel Gómez Martínez
- Han Zhongjie
- Joan Pich Santasusana
- John Pritchard
- Alun Francis
- En Shao
- Gordon Wright
- Brian Wright
- Radomil Eliska
- Urs Voegelin
- Salvador Brotons